# بخش مرکزی شهرستان خنج
بخش مرکزی شهرستان خنج یکی از بخش‌های شهرستان خنج در استان فارس ایران است.

## تقسیمات کشوری
- بخش مرکزی شهرستان خنج
  - دهستان تنگ نارک
  - دهستان سیف آباد

شهرها: خنج

## جمعیت
بنابر سرشماری مرکز آمار ایران، جمعیت بخش مرکزی شهرستان خنج در سال ۱۳۹۵ برابر با ۳۱،۷۳۲ نفر بوده است.